# Richard Reynolds
Richard Reynolds var en engelsk munk i Birgittinorden som led martyrdöden 1535. Han saligförklarades av påven Leo XIII 1886 och kanoniserades av Paul VI den 25 oktober 1970 som en av Englands och Wales fyrtio martyrer. De har gemensam minnesdag den 25 oktober. Han hedras som Birgittasystrarnas viktigaste martyr.

## Biografi
Richard Reynolds föddes cirka 1492 i Devonshire i England och studerade vid Christ's College i Cambridge och tog en doktorsgrad i teologi. Han anslöt sig till birgittinklostret Syon House 1515. 
Han var teologisk rådgivare till Thomas More och John Fisher, särskilt i samband med Henrik VIII:s föreslagna skilsmässa med Katarina av Aragonien. Richard Reynolds stod på påvens, och eventuellt drottningens, sida och var motståndare till en eventuell skilsmässa.
År 1535 arresterades Richard Reynolds eftersom han vägrade erkänna suprematiakten, den lag som förklarade Henrik VIII "det enda högsta överhuvudet på jorden över kyrkan i England", och spärrades in på Towern.
Han dömdes till döden genom "hängning, uppsprättning och styckning", hanged, drawn and quartered. Straffet utfördes den 4 maj 1534 i Tyburn.